# Liste der Kulturdenkmäler in Züsch
In der Liste der Kulturdenkmäler in Züsch sind alle Kulturdenkmäler der rheinland-pfälzischen Ortsgemeinde Züsch aufgeführt. Grundlage ist die Denkmalliste des Landes Rheinland-Pfalz (Stand: 8. Februar 2023).

## Denkmalzonen
| Bezeichnung                | Lage                                          | Baujahr | Beschreibung | Bild                           |
| -------------------------- | --------------------------------------------- | ------- | --- | ------------------------------ |
| Denkmalzone Züscher Hammer | südlich des Ortes im Tal des Königsbachs Lage | 1765    | Grundmauern des 1765 neuerbauten Hammer- und Eisenhüttenwerks mit Kanal-, Graben-, Stauweiher- und Tunnelsystem | weitere Bilder Fotos hochladen |

## Einzeldenkmäler
| Bezeichnung                                    | Lage                                   | Baujahr | Beschreibung | Bild                           |
| ---------------------------------------------- | -------------------------------------- | ------- | --- | ------------------------------ |
| Evangelische Pfarrkirche                       | Hermeskeiler Straße, neben Nr. 20 Lage | 1836/37 | klassizistischer Saalbau, 1836/37, Architekt Johann Baptist Bingler und Oberbauhörde in Berlin | weitere Bilder Fotos hochladen |
| Evangelisches Pfarrhaus                        | Saarstraße 7 Lage                      | 1822/23 | klassizistischer Krüppelwalmdachbau, 1822/23 | BW                             |
| Katholische Pfarrkirche St. Antonius von Padua | Saarstraße, gegenüber Nr. 22 Lage      | 1784    | neubarocke dreischiffige Halle mit Dreiturmfassade, 1894 von Johann Baptist Bingler erweiterter Saalbau von 1784, 1910/11 erweitert und umgestaltet von Johann Goergen; an der Kirche neubarocker Prozessionsaltar | weitere Bilder Fotos hochladen |
| Katholisches Pfarrhaus                         | Saarstraße 23 Lage                     | 1899    | schlichter Ziegelbau, bezeichnet 1899 | BW                             |